# Мали-Иджёш
Мали-Иджёш (серб. Мали Иђош; венг. Kishegyes) — город в Сербии в крае Воеводина, в исторической области Бачка.

## Общие сведения
Административный центр общины Мали-Иджёш, входящей в Северно-Бачский округ Воеводины, с населением около 5500 человек.
После изгнания турок из Бачки городок был возрождён к жизни и заселён венгерскими поселенцами. Старейшим зданием в Мали-Иджёш является построенная ними в 1788 году католическая церковь св. Анны. В настоящее время более 80 % жителей также составляют этнические венгры.

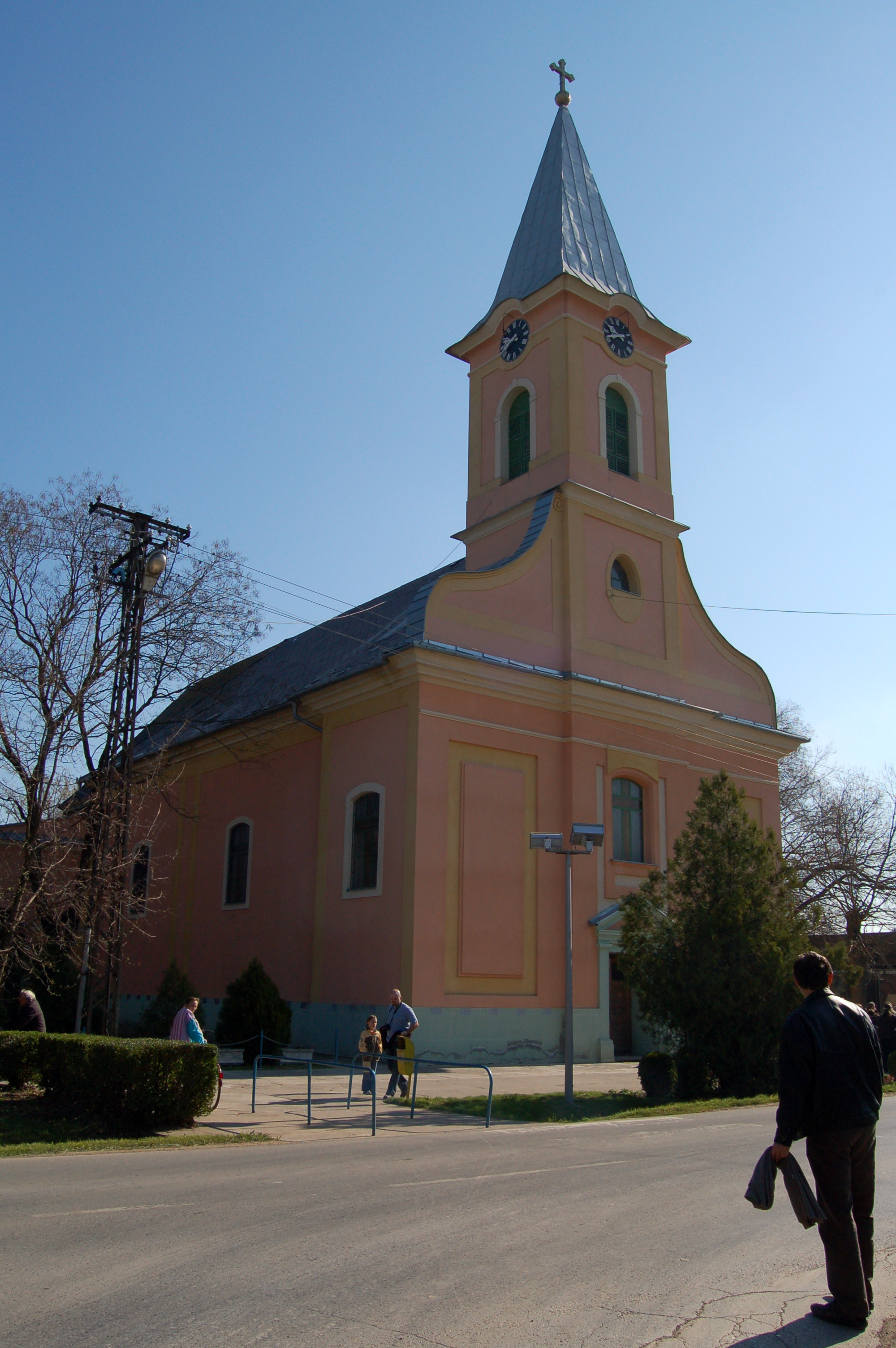
Церковь св. Анны в Мали-Иджёш

## Известные личности
- В Мали-Иджёш в 1985 году родилась популярная венгерская певица Магди Ружа.